# Tunnel de Tartaiguille
Le tunnel de Tartaiguille  est un tunnel ferroviaire français de la LGV Méditerranée. Il est situé sur le territoire des communes de La Roche-sur-Grane et de Roynac, dans le département de la Drôme en région Auvergne-Rhône-Alpes.
Il est mis en service en 2001 par la Société nationale des chemins de fer français (SNCF).

## Situation ferroviaire
Établi à 260 mètres d'altitude moyenne, le tunnel de Tartaiguille, long de 2 430 mètres, est établi entre les points kilométriques (PK) 531,615 et 534,045 de la LGV Méditerranée, située entre les gares de Valence-Rhône-Alpes-Sud TGV et Avignon-TGV et plus précisément entre le viaduc de la Grenette, sur la Grenette, et l'ouvrage d'art sur le Roubion.
Située sur la section technique de Chaufonde à Les Ponsardes il a son entrée nord sur la commune de La Roche-sur-Grane et sa sortie sud sur la commune de Roynac.

## Histoire
Le tunnel de Tartaiguille est officiellement mis en service le 10 juin 2001 par la Société nationale des chemins de fer français (SNCF), lorsqu'elle ouvre à l'exploitation la LGV Méditerranée.

## Caractéristiques
Le tunnel est constitué d'un tube bidirectionnel à double voie, une voie pour un sens long de 2 430 m.
Il a été creusé par des machines à attaque ponctuelle sous le col de Tartaiguille principalement dans des argiles marneuses et dans de la marne. D'importantes difficultés ont été rencontrées dans les argiles, la montagne se « refermait ». Il a été fait appel à un ingénieur italien, le professeur Lunardi, qui a convaincu la SNCF de continuer le creusement en pleine section. Des boulons en fibre de verre longs de 24 m ont été posés devant le front de taille pour consolider le terrain. La machine les a progressivement détruits en avançant et des cintres métalliques ont été posés sur la voûte ainsi que le béton de finition.